# Chalifa bin Zayid Al Nahyan

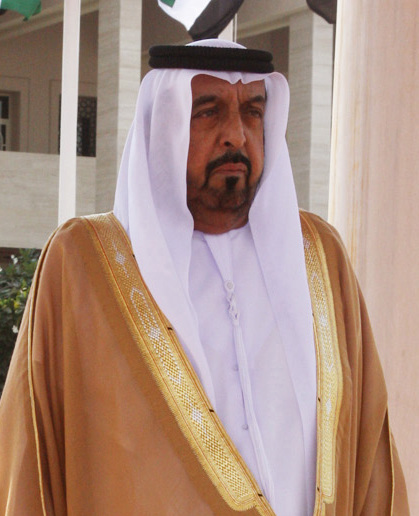
Chalifa bin Zayid Al Nahyan (2010)

Scheich Chalifa bin Zayid Al Nahyan (* 7. September 1948 in al-Ain; arabisch خليفة بن زايد بن سلطان آل نهيان, DMG Ḫalīfa bin Zāyid bin Sulṭān Āl Nahyān, auch Khalifa bin Zayed; † 13. Mai 2022) war Präsident der Vereinigten Arabischen Emirate und Emir und Premierminister des Emirates Abu Dhabi. Nach Einschätzung des Forbes Magazine gehörte er zu den reichsten und einflussreichsten Menschen der Welt. Mit einem geschätzten Vermögen von 15 Milliarden Dollar war er 2011 der viertreichste Monarch der Welt.

## Leben
Chalifa bin Zayid Al Nahyan war der älteste Sohn von Zayid bin Sultan Al Nahyan und Schaicha Hassa bin Muhammad bin Chalifa bin Zayid Al Nahyan (1922–2018). Sein Halbbruder ist Muhammad bin Zayid Al Nahyan.
Nach Übernahme der Herrschaft über Abu Dhabi am 18. September 1966 durch seinen Vater wurde Chalifa bin Zayid Al Nahyan zum Repräsentanten im Ostbezirk des Emirates Abu Dhabi, mit Verwaltungssitz Al Ain, und am 1. Februar 1969 zu dessen Nachfolger ernannt. Als am 2. Februar 1969 die Streitkräfte für Abu Dhabi aufgestellt wurden, wurde er Verteidigungsminister und überwachte den Aufbau des Militärs. Bei der Neuorganisation der Regierung von Abu Dhabi am 1. Juli 1971 wurde er Premierminister sowie Finanz- und Verteidigungsminister. Bei der Gründung der VAE am 2. Dezember 1971 wurde er zum Premierminister der VAE ernannt, sein Vater wurde Präsident. Im Mai 1976 übernahm er den Posten des Stellvertretenden Befehlshabers der Streitkräfte, die vor diesem Zeitpunkt unter den Emiraten aufgespalten waren und unter dem jeweiligen Kommando der einzelnen Emirate standen.
Er war Vorsitzender des Obersten Mineralölrates von Abu Dhabi, der eine große Macht in Energiefragen hat. Seit dem 3. November 2004 war er der Präsident der Vereinigten Arabischen Emirate. Er übernahm damit das Amt seines am Vortag verstorbenen Vaters. Er hatte wegen der Krankheit seines Vaters schon vorher zeitweise die Regierungsgeschäfte geführt. Er war der Emir und Premierminister des Emirates Abu Dhabi.
Scheich Chalifa war bekannt für sein Interesse an landestypischen Sportarten, hauptsächlich Pferde- und Kamelrennen. Er besaß die längste Megayacht der Welt, Azzam (Stand bei seinem Tod). Der Wert der Yacht wird auf 600 Millionen Dollar geschätzt. Die Yacht befindet sich nach seinem Tod im Besitz der Familie.
Bei der Eröffnung des Burj Dubai am 4. Januar 2010 wurde bekanntgegeben, dass das höchste Gebäude der Welt nach ihm in Burj Khalifa umbenannt wird.
Im Januar 2014 erlitt Scheich Chalifa einen Schlaganfall. Seitdem führte sein Halbbruder, Kronprinz Scheich Muhammad bin Zayid Al Nahyan, faktisch alle Amtsgeschäfte Scheich Chalifas.
Scheich Chalifa starb am 13. Mai 2022. Nach seinem Tod wurde Muhammad bin Zayid am 14. Mai 2022 durch die Oberhäupter der sieben Emirate zum Präsidenten der VAE gewählt.
Er war mit Shamsa bint Suhail Al Mazrouei verheiratet und hatte acht Kinder.

## Panama Papers
Laut den Panama Papers besaß er über 20 Briefkastenfirmen.